# Skomielna Czarna
Skomielna Czarna – wieś w Polsce, położona w województwie małopolskim, w powiecie myślenickim, w gminie Tokarnia.
W latach 1975–1998 wieś położona była w województwie krakowskim.

## Położenie
Skomielna Czarna położona jest w Beskidzie Makowskim, w dolinie Bogdanówki, która wypływa spod Koskowej Góry i wpada do Krzczonówki powyżej Tokarni.

## Integralne części wsi
| części wsi | Bargłowa, Bartosza, Chorynowa, Fuczkowa, Gapkowa, Gawlakowa, Goryle Niżnie, Goryle Wyżnie, Kołodziejowa, Kowalówka, Kusikowa, Mąkowa, Mirkowa, Mizerowa, Madoniowa, Młyny, Pańskie, Polakowa, Sępowa, Sroki, Surlasowa, Talarowa, Walczakowa, Wilkowa, Wojtkówka, Wróblowa, Zarębek, Zięby, Żyłówka Niżna, Żyłówka Wyżna |

## Zarys historii
Podobnie jak wiele okolicznych miejscowości, tak i Skomielną Czarną założyli Jordanowie z Zakliczyna. Powstała w I połowie XVI w. Po raz pierwszy wieś wymienia dokument podziału majątku Mikołaja Jordana, który przekazuje ją swemu synowi, Spytkowi Wawrzyńcowi Jordanowi, kasztelanowi i wojewodzie krakowskiemu. Płacił on z niej podatki od 6 łanów kmiecych, jednego łanu sołtysiego, 10 zagrodników z rolą, 5 komorników z bydłem i 15 komorników bez bydła. Spytek nie pozostawił męskiego potomka. Po jego śmierci (1568) wieś przypada wdowie, Annie z Sieniawskich, a w 1599 r. drogą koligacji przechodzi na rotmistrza Stanisława Przerębskiego herbu Nowina, żonatego z Anną Zebrzydowską. 30 lat później drogą posagu staje się własnością Andrzeja Karkowskiego herbu Junosza, a w 1674 r, tym samym sposobem przechodzi we władanie Franciszka Łodzińskiego herbu Radwan. W rękach Łodzińskich pozostaje do 1851 r., kiedy Izabela z Łodzińskich otrzymuje ją jako posag idąc za mąż za Konstantego, barona Gostkowskiego.
Pod koniec XIX w.Skomielna Czarna liczyła 175 domów i 928 mieszkańców wyznania rzymskokatolickiego. Należała wówczas do parafii w Łętowni. Jej mieszkańcy zajmowali się uprawą roli i hodowlą bydła. Słownik geograficzny Królestwa Polskiego charakteryzował ówczesne możliwości gospodarcze wsi: Gleba jałowa, górska, wydaje owies i kartofle, a przy starannej uprawie żyto i jęczmień. W 1892 r. po Gostkowskich majątek odziedziczyła Tekla Wojakiewiczówna, której syn, Kazimierz Wojakiewicz odsprzedał należącą do niego część gruntów wiejskich włościanom. 11 stycznia 1899 odbył się w Łętowni pogrzeb zmarłego Konstantego Gostkowskiego herbu Gozdawa, byłego właściciela Skomielnej, który zmarł w wieku 88 lat; w pogrzebie wzięli udział sąsiedzi, duchowni oraz okoliczni chłopi, jako że zmarły cieszył się dużą sympatią.
W okresie międzywojennym wieś była dość popularnym letniskiem. W czasie II wojny światowej Niemcy urządzili tu niewielkie sanatorium dla żołnierzy Wehrmachtu.
Po zakończeniu II wojny światowej w okolicy aktywne było antykomunistyczne podziemie, głównie Oddział „Błyskawica” dowodzony przez Józefa Kurasia ps. „Ogień”. W jego składzie był m.in. Jan Sałapatek ps. „Orzeł”, pochodzący z pobliskiej Jachówki. Do najsłynniejszych akcji Sałapatka, już po utworzeniu przez niego samodzielnej Grupy Operacyjnej AK „Zorza”, należy zaliczyć napad na zebranie gromadzkie zorganizowane 15 kwietnia 1951 r. w miejscowej szkole, podczas którego zastrzelony został Stanisława Surówka z Krakowa, agitujący za utworzeniem PGR-u oraz postrzelonych zostało dwoje członków młodzieżowej organizacji ZMP, będącej przybudówką PZPR (Janina Hanusiak i Stanisław Kowalczewski).
W Skomielnej Czarnej urodził się Walenty Wróbel, filozof klasyczny i nauczyciel (1850–1912).
W 1949 r., z zadaniem budowy nowego kościoła i utworzenia parafii, przybył do Skomielnej Czarnej o. Remigiusz Kranc (1910–1977), kapucyn, organizator w Ostrogu na Wołyniu polskiej samoobrony przed atakami UPA, więzień sowieckich łagrów na Kołymie. W 1951 r. została ustanowiona parafia, a w 1960 r. poświęcono nowo wzniesiony kościół.
Od 1961 r. w kościele znajduje się łaskami słynący obraz Matki Bożej Kołomyjskiej. Obraz ten, namalowany w 1635 r., pochodzi z kościoła Wniebowzięcia Najświętszej Marii Panny w Kołomyi. W 1946 r., w czasie ekspatriacji Polaków z Kresów Wschodnich, został on przez dwie parafianki, siostry Petronelę Kossowską i Zuzannę Perejmy z domu Kossowską potajemnie wycięty z ram i przewieziony do Mielca, a stamtąd do klasztoru kapucyńskiego w Krakowie. W każdą pierwszą niedzielę września do obrazu Matki Bożej Kołomyjskiej w Skomielnej Czarnej pielgrzymują byli mieszkańcy Kołomyi i ich potomkowie. Jego kopia znajduje się w kościele rzymskokatolickim pw. św. Ignacego Loyoli w Kołomyi.

## Zabytki
Obiekty wpisane do rejestru zabytków nieruchomych województwa małopolskiego.
- Kaplica dworska, otoczenie, drzewostan;
- układ przestrzenny zespołu dworskiego.

### Inne zabytki
- Drewniana kapliczka z 1867 roku z obrazem Matki Bożej;
- kamienna figurka Chrystusa (z 1832 r.);
- kamienna figurka NMP Niepokalanie Poczętej (1897);
- kamienna figurka św. Jana Nepomucena (1896).

## Turystyka
Przez Skomielną Czarną prowadzi zielony  szlak turystyczny z Trzebuni przez Stołową Górę do Osielca.